# Харківський обласний медичний коледж
Харківський обласний медичний фаховий коледж — вищий навчальний заклад І-ІІ рівня акредитації, що розташований у Харкові. Створений в результаті реорганізації у 2016 році трьох навчальних закладів: Харківського базового медичного коледжу № 1 (рік заснування — 1845), Харківського коледжу медичного обладнання (рік заснування — 1931) і Харківського медичного коледжу № 2 (рік заснування — 1937).

## Історія

### Харківський базовий медичний коледж №1

#### Ранні роки
На початку XIX століття Слобожанщина входила до складу Російської імперії. 1829 року було видано постанову Сенату Російської імперії «Об учреждении фельдшерских школ при больницах Приказов Общественного Призрения». 1832 року це рішення доповнено вказівкою на те, що перші фельдшерські школи мають бути відкриті в містах Казані, Харкові і Вільно (зараз — Вільнюс).
1845 року у складі закладів Харківського Приказу громадської опіки було відкрито фельдшерську школу, від якої веде свою історію Харківський обласний медичний фаховий коледж.
Харківська фельдшерська школа майже 100 років (до 1941 р.) працювала в складі лікарняного містечка, відомого в народі як «Сабурова дача», Харківської губернської земської лікарні (зараз міська клінічна психіатрична лікарня № 3). Це була найстаріша і найбільша лікарня регіону. Керівництво діяльністю і лікарні, і фельдшерської школи здійснювала Лікарська Управа, що діяла в складі Харківського Приказу громадської опіки.
У Харківській фельдшерській школі навчалися учні як за рахунок держави, так і за власний кошт — «своекоштные». Навчальний заклад очолював Старший лікар.
На початку становлення у фельдшерській школі викладались російська та латинська мови, Закон Божий, арифметика, загальне поняття анатомії, фармакологія, правила догляду за хворими, віспощеплення.
Вихованці фельдшерської школи в першій половині дня займалися у класах, вивчаючи теоретичні предмети, а в пообідні години відвідували хворих, допомагали лікарям заповнювати т. зв. «Скорбные листы» («Історія хвороби»). Клінічні і спеціальні предмети викладали лікарі-ординатори, які практикували у цій же лікарні.
Повний курс навчання був розрахований на чотири роки та розділявся на два класи. Через два роки навчання учні складали іспит. Після закінчення повного курсу навчання Лікарська управа у присутності членів Приказу громадської опіки приймала іспит і, в залежності від його результатів, присвоювала випускникам звання «старшого» або «молодшого» фельдшера.
Випускник зобов'язаний був прослужити в закладах Приказу 6–10 років. Жити і працювати фельдшеру в ті часи було нелегко. Більшість лікарень не мали елементарних зручностей, необхідної кількості білизни, продуктів для харчування хворих, ліків, засобів догляду за хворими та іншого.
Разом з тим, збережені до введення земських медичних установ заклади Приказу громадської опіки були зразком організації медичної справи.

#### Період 1867—1917 років
У 1867 р. ліквідовується Харківський Приказ громадської опіки і фельдшерську школу підпорядковують Харківському губернському земству. Земський період в історії Харківської фельдшерської школи був одним із найбільш плідних.
З 1874 року Харківське земство дозволило приймати до фельдшерської школи учениць, встановивши для них 12 стипендій (по одній від кожного повіту). Вступаючи до школи, стипендіатки повинні були закінчити Земське Повивальне училище.
У 1894 року видається новий Статут фельдшерських шкіл та удосконалено програму викладання. Особливістю того часу було розмежування обов'язків Старшого лікаря губернської лікарні та завідувача школою.
Наступним етапом у розвитку фельдшерської школи необхідно вважати кінець XIX століття, коли Міністерство внутрішніх справ (у підпорядкуванні якого знаходилися цивільні фельдшерські школи) затвердило нові навчальні програми (24 квітня 1897 року).
У 1907 року кількість учнів в фельдшерській школі збільшено з 48 до 120 вихованців. В тому ж році школа реорганізована з фельдшерської на фельдшерсько–акушерську.
15 січня 1916 р. було затверджено новий Статут Харківської губернської земської фельдшерсько–акушерської школи, який регламентував усі аспекти її діяльності. Серед викладачів фельдшерсько–акушерської школи в цей час були такі особи як професор, патологоанатом Микола Мельников–Разведенков, медичний статист Сергій Ігумнов та інші. Земський період історії Харківської фельдшерської школи був насиченим та плідним. У школі одночасно навчалося до 150 учнів, щорічний випуск досягав 40 фельдшерів.
Вже на початку XX століття досвід викладання окремих предметів та системи підготовки фельдшерів у Харківській фельдшерсько–акушерській школі вивчався на найпрестижніших зборах медичної громадськості країни — Пироговському медичному з'їзді у Петербурзі та з'їзді з проблем реформи середньої освіти у Москві Діяльність Харківської фельдшерсько–акушерської школи була визнана такою, чий досвід та методи навчання заслуговують на вивчення і впровадження в інших навчальних закладах цього типу.
У 1913 р. на Всеросійській гігієнічній виставці у Петербурзі Харківська фельдшерсько–акушерська земська школа була відзначена срібною медаллю «… за предоставленные картограммы и журналы практических работ учеников за последние годы».

#### Період 1917—1941 років
Харківська фельдшерсько–акушерська школа не припиняла свою діяльність навіть в умовах політичної і економічної нестабільності. Фінансування було відсутнє, система життєдіяльності міста фактично зруйнована. Харків стає столицею радянської України і викладачі Харківської фельдшерської школи беруть участь у організації Народного Комісаріату охорони здоров'я. В цей період фельдшерська школа неодноразово змінює своє підпорядкування і назву.
На початку 20–х років школа підпорядковується Головному Управлінню професійної освіти Наркомату освіти України і називається «Перші Харківські курси помічників лікарів». Наприкінці 20–х років назву навчального закладу відповідно до нових вимог змінюють на "Перший Харківський медичний технікум «Єдиного диспансеру». В 1930 році у зв'язку з тим, що на території колишньої губернської лікарні був організований Український науково–дослідний інститут психіатрії і неврології, у навчальному закладі організовується підготовка фахівців нового напрямку — «помічник лікаря — психоневролог», а школа отримує назву «Харківський психоневрологічний технікум». Але вже у 1936 році повертаються до перевіреної часом назви — фельдшерська школа.
У 1936/1937 н.р. в школі навчається 389 учнів. Директором школи стає Михайло Васильович Марченко, історик за фахом. Свою педагогічну діяльність він розпочинав у відомого українського педагога–новатора А. С. Макаренко. Майбутніх медичних спеціалістів готували 40 викладачів. Фельдшерська школа мала добре обладнаний анатомічний музей, бібліотеку з фондом 10 000 примірників, сучасні кабінети гістології, шкірно–венерологічних хвороб, фізіотерапії, рентген–кабінет, клінічну лабораторію. Для учнів, які приїхали на навчання з інших місцевостей, працював гуртожиток. У школі діяв драматичний театр, оркестр духових інструментів, працювали спортивні секції.
У вересні 1941 року Харківська фельдшерська школа зробила останній випуск — 117 фельдшерів. 5 серпня 1941 року рішенням Харківської обласної Ради депутатів трудящих «Про мережу середніх медичних шкіл Харківської області» була проведена реорганізація середніх закладів медичної освіти області, згідно з якою у Харкові залишився лише один заклад — Харківська фельдшерсько–акушерська школа з відділенням санітарних фельдшерів на базі Першої Харківської фельдшерської школи.
Але навчальний рік закінчився, практично не розпочавшись, у зв'язку з наближенням фронту. Діяльність навчального закладу була призупинена. У роки окупації приміщення Харківської фельдшерської школи, як і всього лікарняного містечка, було розграбовано і зруйновано.

#### Період 1943—1980 років
23 серпня 1943 року місто Харків визволено. Відновити діяльність Харківської фельдшерської школи на її колишньому місці було неможливо. Починається новий період історії навчального закладу — школа отримала приміщення в центральному районі міста. По вулиці Пушкінській в довоєнні роки діяла фельдшерсько–акушерська школа № 2, яка веде свою історію від приватної медичної школи доктора Ряснянського. Вона розташовувалася в колишньому будинку поміщиці Філонової на вул. Дмитрівській (зараз тут розташоване Бюро судово–медичної експертизи). В 20–тих роках навчальний заклад перейменовується у ІІ-гі Харківські курси помічників лікарів, на початку 30–х років — у ІІ-гий Харківський медичний технікум «Єдиного диспансеру», в середині 30–х — у Харківську санітарно–фельдшерську школу. В приміщення по вул. Пушкінській, 27 школа переїхала напередодні війни. В довоєнний час в навчальному закладі працювали такі відомі та авторитетні лікарі–вчені, професори: П. Р. Ломакін, А. З. Цейтлін, І. І. Грищенко, С. Л. Утевська, А. Я. Альтгаузен. В роки окупації співробітники школи зуміли зберегти значну частину навчального і матеріального обладнання, що дало можливість вже 1 вересня 1943 року, через тиждень після визволення міста, відновити діяльність об'єднаних фельдшерських шкіл під назвою — Харківська фельдшерсько–акушерська школа. У вересні 1945 року з фронту повертається М. В. Марченко і значна частина викладачів фельдшерської школи з Сабурової дачі.
Спочатку навчання розпочалися лише на фельдшерському і фармацевтичному відділеннях. В напівзруйнованому приміщенні працювали також зуботехнічна школа і протезний технікум. Незабаром школа розширила перелік спеціальностей: додалися медичні лаборанти і фельдшери–акушерки. У 1945/1946 н.р. у фельдшерсько–акушерській школі навчається вже 579 учнів. Не вистачало підручників, зошитів, було відсутнє парове опалення (опалення здійснювалося самими учнями за допомогою металевих діжок), учні голодували.
Враховуючи гостру потребу у медичних спеціалістах, навчальний заклад збільшує кількість учнів до 700 чоловік. У 1947 році починається підготовка санітарних фельдшерів.
У 1946 році Харківській фельдшерсько–акушерській школі рішенням виконкому Харківської обласної Ради передається один з найкращих будинків міста — будинок колишнього Олександрівського притулку для дітей, що жебракують (побудований у 1891 році). До передачі школі тут знаходився військовий шпиталь, будівля знаходилася у дуже занедбаному стані. Після занять учні і викладачі ремонтували приміщення своїми силами.
1953 року Харківська фельдшерсько–акушерська школа отримує статус базового навчально–методичного центру для медичних шкіл регіону, а 1954 року — змінює назву на Харківське базове медичне училище № 1.
Харківське базове медичне училище № 1 було провідним не тільки у своєму регіоні, але і в Україні. Одним із першим колектив викладачів став проводити обласні науково–методичні конференції з актуальних проблем підготовки медичних фахівців. На базі медичного училища неодноразово проводилися республіканські і всесоюзні наради і конференції (1955, 1967, 1975 роки). У навчальному закладі працювали професори С. Л. і Н. Л. Утевські, О. І. Мєщанінов, А. Я. Альтгаузен, В. І. Худорківський, к.м.н. Г. Д. Алтуєв, В. С. Ронін, Г. М. Старобінець, В. І. Савельєв, Ю. Н. Золотницький, Н. Ф. Головіна. Підручниками і навчальними посібниками, створеними викладачами навчального закладу, користувалися студенти медичних училищ всієї країни.

#### Період незалежності
У 2005 році навчальний заклад стає коледжем і починає підготовку медичних сестер — бакалаврів, а згодом лаборантів-бакалаврів.
З 2008 року на базі Харківського базового медичного коледжу № 1 проводилися Всеукраїнські конкурси фахової майстерності студентів вищих медичних навчальних закладів І–ІІ рівнів акредитації за спеціальністю «Лабораторна діагностика».
2016 року, рішенням сесії Харківської обласної ради, Харківський базовий медичний коледж № 1 був реорганізований шляхом приєднання його до Харківського медичного коледжу № 2.

### Харківський коледж медичного обладнання
Навчальний заклад було засновано у 1931 році Постановою Раднаркому охорони здоров'я України, як Харківський рентгенологічний технікум на базі Українського рентгенологічного інституту. Перший прийом до технікуму складав 40 осіб. Технікум готував спеціалістів середньої кваліфікації для лікувальних закладів системи охорони здоров'я.
До 1941 року технікум випустив 492 рентгенлаборантів. Випускників технікуму можна було зустріти в будь-якій точці Радянського Союзу. У жовтня 1941 року, в зв'язку з тимчасовою окупацією м. Харкова, технікум припинив свою діяльність, а вже у 1944 році в технікумі почалися заняття.
В цей час технікум змінює профіль підготовки спеціалістів і починає випускати рентгенотехніків з монтажу, ремонту та експлуатації рентгенівської, електромедичної та радіологічної апаратури. У 1944 році в технікумі навчається на усіх курсах 128 осіб і перший повоєнний випуск 1945 року склав 30 рентгенотехніків. В 1948 році при технікумі починають працювати учбові майстерні. До 1955 року технікум був єдиним навчальним закладом у СРСР, який випускав спеціалістів вищевказаного профілю.
У 1960 році в технікумі організовується заочне відділення за спеціальністю «Монтаж та ремонт рентгенівської та електромедичної апаратури». 1965 року Харківський рентгенологічний технікум був перейменований у Харківський рентген-електротехнічний медичний технікум (ХРЕМТ).
У 1968 році для студентів технікуму будується п'ятиповерховий гуртожиток на 515 місць. Згодом другий та третій поверх гуртожитку було переобладнано під навчальні кімнати.
Враховуючи потреби медичних закладів і підприємств «Медтехніки» у спеціалістах з виготовлення і ремонту офтальмологічних приладів і очкової оптики, наказом Міністерства вищої і середньої спеціальної освіти СРСР, у 1972 році в технікумі вводиться нова спеціальність — «Медична оптика». За період з 1976 по 2013 рік технікум випустив понад 2100 фахівців з цієї спеціальності.
Серед випускників технікуму — доктори і кандидати технічних і медичних наук, заслужені лікарі України, керівники найбільших спеціалізованих підприємств «Медтехніки» і лікарень, приватні підприємці, професори і викладачі вищих навчальних закладів, у тому числі й Харківського рентген-електротехнічного медичного технікуму.
Тривалий час в навчальному закладі отримували освіту представники країн Азії, Африки та Латинської Америки. Повернувшись додому деякі з них стали керівниками органів державної влади і великих підприємств.
У 1975 році Харківський рентген-електротехнічний медичний технікум було перейменовано у Харківський технікум медичного обладнання (ХТМО).
У 1978 році в технікумі вводиться нова спеціальність — «Виробництво і експлуатація радіоелектронної медичної апаратури», а з 1986 року вона об'єднується зі спеціальністю «Монтаж та ремонт рентгенівської та електронної медичної апаратури»
16 жовтня 2006 року Харківський технікум медичного обладнання було перейменовано на вищий навчальний заклад комунальної власності Харківський коледж медичного обладнання.
У 2013 році рішенням Харківської обласної ради Харківський коледж медичного обладнання було приєднано до Харківського базового медичного коледжу № 1.

### Харківський медичний коледж №2
Історія становлення Харківського медичного коледжу № 2 тісно пов'язана з розвитком зуболікувальної допомоги і освіти в Україні.
Лікуванням зубів в Київській Русі займались як народні цілителі-лічці, так і професіонали-лікарі. Часто це відбувалося за допомогою молитов, навіювань, заклинань. Перші кроки державної медицини пов'язані зі заснуванням Аптекарського приказу в XVII ст., коли медичну допомогу при хворобах зубів надавали аптекарі і цирульники, запрошені із-за кордону, а також нечисленні випускники Лікарської школи (з 1654 р.). Але, головним чином це були різноманітні цілителі, «кровопуски» і «зубоволоки».
Звання «зубний лікар» з'являється у 1710 році, коли відкриваються постійні «госпітальні школи». Лікуванням зубів в цей час займалися випускники цих шкіл, зубні лікарі, фельдшери, цирульники і навіть банщики і знахарі. Зубні лікарі готувалися в порядку учнівства у дантистів-іноземців. В середині XVIII ст., бажаючим займатися зуболікуванням, вже необхідно було здавати спеціальний іспит і отримувати дозвіл.
Дантисти і зубні лікарі обслуговували заможні верстви населення, а підлікарі, лікарські помічники, фельдшери і цирульники проводили малі операції (в тому числі екстракції зубів) і надавали допомогу міському і сільському населенню, а також армії.

Ще в 1868 році в Харкові приватно практикувало всього 3 зубних лікаря (на 60 тис. населення), а в 1912 році — 7 (при населенні 240 тис. чол.).
У 1891 році було видано закон «Про реформування навчання зуболікувальному мистецтву», який узаконив зуболікувальні школи і легалізував звання зубного лікаря. Разом з тим, систематична освіта для зубних техніків здійснювалася на рівні цехового учнівства і прирівнювалася до ювелірної справи. 7 травня 1891 року було видано статут приватних зуболікувальних шкіл.
У 1898 році в Російській імперії діяло 9 таких шкіл, одна з них — у Харкові. Ще одна школа у місті була відкрита 1 вересня 1900 року В. Я. Дубровським.
Після революційних подій 1917 року дві харківські приватні зуболікарські школи, П. П. Кривопускова і Зеленського, були об'єднані в одну державну Харківську зуболікарську школу. Завідував школою Ю. М. Гофунд, клінікою керував Йосип Баранов. 24 травня 1920 року школа перейшла у ведення Народного комісаріату охорони здоров'я. Школа розташовується по вулиці Московській, 2 (де й до революції). Приміщення її з початку війни не ремонтувалось, двір перебував у антисанітарійному стані, каналізація і водопровід відсутні. Слухачів було мало, не вистачало інструментів, матеріалів і медикаментів. Під час реформування зуболікувальної освіти (засновувались одонтологічні відділення при медичних факультетах Державних університетів), наприкінці 1920 р. школу було закрито, а інвентар — націоналізовано.
До 1927 року зубних лікарів готували при університетах. В 1931 році було відкрито Харківський стоматологічний інститут, що працював в приміщенні дореволюційної І-ї Харківської зуболікувальної школи.
У 1927 році Народний комісаріат охорони здоров'я України приймає рішення про відкриття зуботехнічних шкіл, в тому числі і в Харкові. І лише у 1936 році Постановою Ради Народних Комісарів СРСР «Про підготовку середніх медичних зуболікарських і фармацевтичних кадрів» було покладено початок відродженню систематичної підготовки середніх медичних кадрів для зуболікування.
Харківську зуболікувальну школу було відкрито у 1937 році згідно з наказом Харківського облвиконкому від 20.07.1937 р. № 001/42. Засновниками її по праву вважаються Ю. М. Гофунг (в 30-і роки він розробив і обґрунтував класифікацію, клініку і терапію пульпітів і периодонтитів.), Я. Л. Фрідман і А. Е. Рофе.

#### Період 1937—1948 років
Першим директором Харківської зуболікувальної школи був провідний лікар-стоматолог Харкова, кандидат медичних наук Тарнопольський А. І. (1937-40 рр.). В перший рік на навчання до школи вступає 91 учень. З 1937 по 1941 р. школа підготувала 120 зубних лікарів.
У 1940 р. директором школи призначається Якобсон А. І. Власного будинку школа не мала і орендувала приміщення: у 1938—1941 роках по вул. Соціалістичній, 4/6; у 1941-42 роках по проспекту Сталіна, 122 (зараз — проспект Московський).
В роки окупації Харкова зуболікувальна школа не працювала. Одразу після звільнення Харкова від окупантів, в жовтні 1943 року, навчальний заклад відновлює свою роботу, тимчасово розміщуючись у приміщенні Харківської фельдшерсько-акушерської школи по вул. Пушкінській, 27.
З переведенням Харківської фельдшерсько-акушерської школи до будинку по вул. Куликівський узвіз, 3 (колишній Олександрівський притулок для дітей, що жебракують), зуболікувальна школа деякий час працювала за цією адресою.
У 1946 році Харківська зуболікувальна школа отримала невелике приміщення по вулиці Рибній, 4 (зараз — вул. Кооперативна). У серпні 1947 року школа переїздить за новою адресою: тут було 9 кімнат і фойе. 1949 року добудовуються санітарно-гігієнічний вузол, приміщення для господарського реманенту, гіпсувальну. У підвалі було відремонтовано приміщення під зуботехнічну лабораторію.
У звіті Міністерства охорони здоров'я УРСР за 1948-49 навчальний рік зазначено, що «Харківська зуболікарська школа фактично була реорганізована у зуботехнічну школу, але офіційної зміни назви школи не було». Справа в тому, що з 1948 по 1953 рік школа випускала також і зубних техніків. У цей час отримати освіту зубного техніка у школі можна було і екстерном.
З 1948 по 1950 рік директором школи була лікар-фтізіатр Грищенко Віра Наумівна. Випуск 1948 року склав 173 особи.
У 1950—1966 роках директором Харківської зуболікувальної школи була Олександрова Галина Миколаївна.
У 1953 році в зуболікувальній школі відкрито нову спеціальність — медична сестра.
У 1954 році згідно з наказами Міністра охорони здоров'я СРСР (№ 98-м) і Міністра охорони здоров'я УРСР (№ 404) Харківська зуболікувальна школа реорганізована в Харківське медичне училище № 2.
Термін навчання було визначено такий: медичні сестри — 3 роки на базі 8 класів і 2 роки на базі 10 класів, зубні техніки навчаються 2 роки. У 1954 році відкривається вечірнє відділення для підготовки фельдшерів.
1955 році Харківське медичне училище № 2 відновлює підготовку зубних лікарів.
У 1962 році навчальний заклад переїздить до щойно побудованого приміщення за адресою: Стадіонний проїзд, 10.
Переїзд на нове місце започаткував величезну роботу з перепланування приміщень нового корпусу під навчальні потреби: на 1,2,3 поверхах було обладнано 10 аудиторій, 5 зуботехнічних лабораторій, 6 спеціалізованих кабінетів, бібліотека з читальним залом, актовий зал, буфет. 4 і 5 поверхи були відведені під гуртожиток для студентів.
У 1966 році директором Харківського медичного училища № 2 призначається Коваленко Леонід Харитонович. За 1966—1984 роки Харківське медичне училище № 2 підготувало понад 3500 кваліфікованих спеціалістів: зубних лікарів, зубних техніків, медичних сестер і фельдшерів.
1982 року поновило свою діяльність вечірнє відділення, на якому здійснювалася підготовка медичних сестер. Перший набір складав 200 осіб.

#### Період 1984—2006 років
1984 року директором Харківського медичного училища № 2 призначено лікаря-педіатра Зубкову Людмилу Григорівну.
В 1988—1990 роках була здійснена цільова підготовка зі спеціальності «зубний технік» для АР Крим і Тернопільської області. У 1990 році було відкрито навчання зі спеціальності «стоматологія ортопедична», де готувалися зубні техніки (до 1995 року).
З 1995 року в Харківському медичному училищі № 2 розпочато підготовку іноземних студентів.
У 1996 році Харківське медичне училище № 2 починає навчання молоді з вадами слуху за спеціальністю «зубний технік».
У 1999 році починається підготовка молоді з вадами зору зі спеціальності «медична сестра-масажист».
З 2002 року здійснюється навчання за новою спеціальністю «стоматологія» (помічник лікаря-стоматолога).
З 1999 року в Україні проводяться конкурси фахової майстерності «Ескулап» зі спеціальності «медична сестра». Студенти Харківського медичного училища № 2 — медичного коледжу № 2 неодноразово посідали призові місця: Анна Березіна — ІІІ місце (2004 р.), Наталія Пашкова — І місце (2006 р.), Наталія Щегульна — І місце (2008 р.), Ольга Веретеннікова — ІІІ місце (2009 р.), Юлія Макогон — І місце (2010 р.).
2005 року Харківське медичне училище № 2 реорганізовано в Харківський медичний коледж №2.
З 2016 року розпочався новий період в діяльності навчальних закладів - Харківського базового медичного коледжу №1 і Харківського медичного коледжу №2. В результаті реорганізації 2-х коледжів наразі він працює під назвою "Харківський обласний медичний фаховий коледж".
підготував викладач Діденко О. О.